# Nikola Čiča
Nikola Čiča (Tuzla, 12. travnja 1977.), hrv. kulturni djelatnik iz Bosne i Hercegovine. Po zvanju je profesor povijesti i zemljopisa.

## Životopis
Rodio se u Tuzli. Na Filozofskom fakultetu u Tuzli stekao naslov profesora povijest i zemljopisa. Magistrirao 2007. godine tezom Agrarna reforma i kolonizacija 1945. – 1949. godine sličnosti i razlike između Bosne i Hercegovine i Hrvatske. Od 2001. do 2013. bio je profesor povijesti u Katolički školski centar "Sv. Franjo" u Tuzli. Od 2003. do 2009. godine bio je član UO KŠC Sv. Franjo iz reda profesora. 2005. je bio među osnivačima Društva povjesničara Županije Soli. Od 2005. do 2011. bio je članom UO JP Radio televizije Županije Soli. Od 2006. je Član ekonomsko-socijalnog vijeća pri Franjevačkom samostanu sv. Petra i Pavla u Tuzli. Od 2007. do 2009. je dopredsjednik ogranka HKD Napredak za tuzlanski ogranak, a od 2009. predsjednik tuzlanskog ogranka. Od 2007. do 2010. bio je vanjski suradnik u zvanju asistenta na Filozofskom fakultetu Sveučilišta u Tuzli na odjelu za povijest, na predmetu Povijest zemalja jugoistočne Europe srednjeg vijeka, od 2010. na istoj ustanovi i odjelu vanjski suradnik u zvanju višeg asistenta, područje Povijest srednjovjekovne bosanske države te na predmetu Opća povijest srednjeg vijeka, od 2011. i za područje Srednjovjekovna Bosna. Od 2008. je član predsjedništva Kulturnog foruma Županije Soli i član središnje uprave HKD Napredak u Sarajevu. Od 2009. je član uredničkog odbora za izradu monografije Županije Soli i član predsjedništva Paneuropske unije BiH. Od 2012. godine predsjednik je UO Federalne novinske agencije. Od 2. prosinca 2013. godine obnaša dužnost ravnatelja Pedagoškog zavoda Županije Soli. Radi na doktorskoj tezi Izdavačka djelatnost HKD Napredak i njen utjecaj na kulturna zbivanja u Bosni i Hercegovini od 1902. do 1949. godine.
Sudionik je brojnih znanstvenih i stručnih konferencija, skupova, okruglih stolova. Recenzent je udžbenika povijesti i zemljopisa u BiH te član komisija za izradu nastavnih planova za predmet povijest u osnovnim školama, član uredništva u nekoliko izdanja. Suautor monografija (Tragovi Šokaca od Tuzle do Bača i dr.) i zbornika sa znanstvenih skupova. Članke je objavio u Baštini sjeveroistočne Bosne, Hrvatskome glasniku, Zborniku radova Hrvatske manjine u Mađarskoj, listu katoličkih školskih centara u BiH Izvorima,

## Vanjske poveznice
- HKD Napredak  Arhivirana inačica izvorne stranice od 11. svibnja 2019. (Wayback Machine) Nikola Čiča: Odrastao sam u Napretku, boli me što ga medijskim linčom žele urušiti, Razgovarala: Kristina Perić, 16. ožujka 2018.